# National Provincial Championship 1983
La National Provincial Championship 1983 fue la octava edición del principal torneo de rugby de Nueva Zelanda.
El campeón del torneo fue el equipo de Canterbury quienes lograron su segundo campeonato.

## Sistema de disputa
Los equipos enfrentan a los diez equipos restantes en una sola ronda.
- El equipo que logre mayor cantidad de puntos al final del torneo se corona campeón.

- El equipo que se ubicó en la última posición jugó un repechaje frente al campeón de la Segunda División.

## Clasificación
| Pos. | Equipo           | Encuentros | Encuentros | Encuentros | Encuentros | Tantos | Tantos | Tantos | Puntos |
| Pos. | Equipo           | PJ         | PG         | PE         | PP         | F      | C      | Dif    | Puntos |
| ---- | ---------------- | ---------- | ---------- | ---------- | ---------- | ------ | ------ | ------ | ------ |
| 1.º  | Canterbury       | 10         | 10         | 0          | 0          | 295    | 109    | +186   | 20     |
| 2.º  | Wellington       | 10         | 7          | 1          | 2          | 209    | 104    | +105   | 15     |
| 3.º  | Auckland         | 10         | 6          | 1          | 3          | 164    | 104    | +60    | 13     |
| 4.º  | Counties Manukau | 10         | 5          | 2          | 3          | 182    | 147    | +35    | 12     |
| 5.º  | Waikato          | 10         | 5          | 0          | 5          | 161    | 205    | -44    | 10     |
| 6.º  | Otago            | 10         | 4          | 2          | 4          | 121    | 170    | -49    | 10     |
| 7.º  | Manawatu         | 10         | 4          | 0          | 6          | 188    | 162    | +26    | 8      |
| 8.º  | Bay of Plenty    | 10         | 4          | 0          | 6          | 166    | 227    | -61    | 8      |
| 9.º  | North Auckland   | 10         | 3          | 0          | 7          | 134    | 160    | -26    | 6      |
| 10.º | Wairarapa Bush   | 10         | 2          | 1          | 7          | 96     | 206    | -110   | 5      |
| 11.º | Hawke´s Bay      | 10         | 1          | 1          | 8          | 92     | 214    | -122   | 3      |

|  | Campeón.                                      |
|  | Repechaje frente al campeón de la División 2. |

| Bandera de Nueva Zelanda |
| Campeón Canterbury       |
| Segundo título           |

## Promoción
| 8 de octubre de 1983 | Hawke´s Bay | 32 - 15 | Mid Canterbury |  |  |

- Hawke´s Bay mantiene la categoría para la próxima temporada.